# Douglas Houghton
Pour les articles homonymes, voir Douglas Houghton et Houghton.
Arthur Leslie Noel Douglas Houghton, baron Houghton de Sowerby, (11 août 1898 - 2 mai 1996) est un homme politique travailliste britannique. Il est le dernier vétéran de la Première Guerre mondiale à siéger au Cabinet et aux deux Chambres du Parlement.

## Biographie
Houghton est né à Long Eaton, Derbyshire et obtient un poste dans la fonction publique. Il combat pendant la Première Guerre mondiale, survivant à la bataille de Passchendaele.
En 1922, il fonde l'Inland Revenue Staff Federation et en est le dirigeant de 1922 à 1960. Il siège au Conseil général du Congrès des syndicats de 1952 à 1960 et est président du Conseil national de Whitley de la fonction publique de 1955 à 1957.
Il est membre d'un panel d'une émission de radio de la BBC Puis-je vous aider? entre 1941 et 1964. Ses relations avec le mouvement travailliste de Londres et le Parti travailliste lui ont donné le profil pour devenir échevin du London County Council - le précurseur du Greater London Council - de 1947 à 1949.
Après que John Belcher (en) quitte la Chambre des communes pour des accusations de malhonnêteté mineure, Houghton est candidat et le 16 mars 1949 est élu au Parlement pour la circonscription de Sowerby dans le Yorkshire avec une majorité de 2 152 voix.
Il est réélu aux élections générales suivantes de 1950, 1951, 1955, 1959, 1964, 1966 et 1970. Il est président du Comité des comptes publics à la Chambre des communes, succédant à Harold Wilson à ce poste après l'élection de celui-ci à la tête du Parti travailliste en 1963. Lorsque, après 13 ans au gouvernement, le Parti conservateur est battu en octobre 1964, Houghton devient ministre du cabinet du premier gouvernement de Wilson et est nommé conseiller privé.
Il est Chancelier du duché de Lancastre après 1964 avec une responsabilité spéciale pour les services sociaux, mais pas un véritable département qu'il pourrait présider. Cela rend son action difficile et dans un remaniement de 1966, Wilson le nomme ministre sans portefeuille.
Houghton devient compagnon d'honneur le 5 janvier 1967. Il quitte le gouvernement en 1967 et devient président du Parti travailliste parlementaire (PLP), un poste conçu pour aider à façonner et à refléter les opinions des députés travaillistes d'arrière-banc, et à maintenir le dialogue avec les dirigeants travaillistes. Son prédécesseur, Emanuel Shinwell, pouvait être assez fougueux et imprévisible. En revanche, Houghton a une ténacité et une maîtrise des détails qui font de lui une personne très appropriée pour la tâche, étant donné qu'il y a à l'époque beaucoup de factions au sein du parti. Il prend sa retraite de la Chambre des communes aux élections générales de février 1974 et est élevé à la Chambre des lords en tant que baron Houghton de Sowerby, de Sowerby dans le comté du Yorkshire de l'Ouest quelques mois plus tard, le 20 juin.
Lord Houghton est passionné par le sujet du bien-être animal et prend la parole à la Chambre des Lords à ce sujet à plusieurs reprises. Peu de temps avant sa mort en 1996, il est le dernier membre de la Chambre des Lords à avoir combattu pendant la Première Guerre mondiale et, à 97 ans, il est alors son membre le plus âgé. Un hommage chaleureux lui est rendu par Tam Dalyell, lui-même ancien député, dans l'un des journaux nationaux britanniques.
Le Labor History Archive and Study Center du People's History Museum de Manchester détient la collection de Douglas Houghton, dont les documents comprennent ceux du Parlement travailliste, des associations caritatives pour animaux et des groupes de pression, ainsi que des émissions, des discours et de la correspondance .
En 1939, il épouse Vera Houghton qui travaille à l'Association of Officers for Taxes, avant de devenir militante pour la réforme de la loi sur l'avortement et le contrôle des naissances gratuit .